# Didier de Baraudin
Didier François Honorat de Baraudin, marquis de Baraudin (titre de courtoisie), seigneur du Maine-Giraud, né le 8 janvier 1724 à Loches et mort le 15 septembre 1797 à Loches, est un aristocrate et officier de marine français du XVIIIe siècle. Il sert dans la Marine royale et parvient au grade de chef d'escadre. Il est le grand-père maternel d'Alfred de Vigny.

## Origines et famille
Issu d'une famille de petite noblesse d'origine piémontaise, de la région d'Yvrée (Baraudin est la version francisée de Baraudini). La famille Baraudin reçoit des lettres d'anoblissement, du 17 octobre 1512, du duc de Savoie, Charles III, après son installation en France. Elle est naturalisée et confirmée noble par François Ier, en 1543, et se fixe par la suite en Touraine et en Charente. Un grand nombre de ses membres avaient servi dans l'armée et dans la marine du Roi. Didier de Baraudin est le fils de Jean Honorat de Baraudin et de Jacqueline de Riencourt. Son père, Jean Honorat de Baraudin, seigneur de Launay est conseiller du Roi, commissaire ordinaire des guerres en la généralité de Tours et chevalier de Saint-Louis. Son cousin, Honorat de Baraudin est gouverneur de Loches et la femme de ce dernier, Charlotte du Bougainville est la sœur du célèbre navigateur Bougainville.

## Carrière dans la Marine royale
Il entre dans la Marine royale. Comme de nombreux marins à l'époque, il est initié à la franc-maçonnerie. Il entre en 1745, à l'âge de 21 ans, dans la loge de la Marine. Il est promu enseigne de vaisseau en 1754 et fait chevalier de Saint-Louis en 1757. Il participe à la guerre d'indépendance des États-Unis. En 1777, commande Le Réfléchi de 64 canons au sein de la flotte française. Il reçoit un brevet de capitaine de vaisseau en 1784 et est promu au grade de chef d'escadre des armées navales du roi en 1790. Lorsque la Révolution éclate, il est brièvement détenu.
Baraudin s'étant retiré sur ses terres - au Logis du Maine-Giraud - promet par lettre du 2 avril 1792 à l'administration municipale de Champagne-de-Blanzac de lui adresser régulièrement des certificats de résidence, tels que ceux prévus par la loi. Il ne tient pas sa promesse et, le 17 septembre 1793, le directoire du département de la Charente ordonne le séquestre, la vente de ses biens et l'inscription de son nom sur la liste des émigrés. Il est par la suite définitivement rayé de la liste des émigrés par arrêté du comité de législation de la Convention nationale du 6 floréal An III. Il meurt le 29 fructidor An V (15 septembre 1797) à Loches.

« Le père de ma mère (M. de Baraudin), vieux et vénérable chef d'escadre du temps de cette grande marine de Louis XVI, qui rivalisait avec celle d'Angleterre et partageait l'Océan avec elle, avait été conduit dans les prisons de Loches. Sa fille et mon père, que ses blessures rendaient infirme, l'avaient suivi dans sa captivité. C'était un homme grave, savant et spirituel. C'est le ton de l'homme de cour, uni à l'énergie de l'homme de mer. Ce vieux capitaine de dix vaisseaux que les combats, sous M. d'Orvilliers, avaient respecté, fut tué en un jour dans sa prison par une lettre de son fils. Cette lettre était datée de Quiberon. Ce frère de ma mère, cet oncle inconnu de moi, dont j'ai un portrait peint par Girodet, était lieutenant de vaisseau et blessé au siège d'Auray en débarquant avec M. de Sombreuil, demandait à son père sa bénédiction, devant être fusillé le lendemain. Son adieu tua son père un jour après que la balle l'eût tué. »

## Mariage et descendance
Il épouse Jeanne Pernelle de Nogerie (1731-1797) le 4 novembre 1754 à Rochefort-sur-Mer, Charente-Maritime. De cette union naissent deux filles et un garçon : Marie-Jeanne-Amélie (1757-1837), future mère d'Alfred de Vigny et Louis-Honorat (né en 1760-fusillé en 1795 après l'expédition de Quiberon).

### Sources et bibliographie
- René de Kerallain, « Bougainville à l'armée du Cte de Grasse », Journal de la Société des Américanistes, vol. 20, no 1,‎ 1928, p. 3 (lire en ligne)
- Alfred de Vigny, Journal d’un poète, E. de Kératry, 1867 (lire en ligne)
- Pierre Bureau, Les émigrés charentais, 1791-1814, Presses universitaires de Limoges, 2003, 229 p. (lire en ligne), p. 170
- Jean-Pierre Lassalle, Alfred de Vigny, Fayard, 28 avril 2010, 500 p. (présentation en ligne).